# Gelbstreifiger Zahnflügel-Prachtkäfer
Der Gelbstreifige Zahnflügel-Prachtkäfer (Dicerca aenea) ist ein Käfer aus der Familie der Prachtkäfer und der Unterfamilie der Chrysochroinae.  Die Gattung Dicerca ist in Europa mit zwei Untergattungen und acht Arten vertreten. Die Art Dicerca aenea gehört zur Untergattung Dicerca und kommt in Europa nur in der Unterart Dicerca aenea aenea vor.
Nach der Bundesartenschutzverordnung ist die Art besonders geschützt und streng geschützt. Die Nachweise aus Deutschland liegen vor 1900.

## Bemerkung zum Namen
Dicerca aenea wurde 1761 von Linnaeus unter dem Namen Buprestis aenea erstmals beschrieben. Die Beschreibung enthält den Satzteil supra grisea-aeneum (lat. oberseits grau-bronzen), was den Gattungsnamen aenea (lat. ehern, kupfern, bronzen, messingfarben) erklärt. Der wissenschaftliche Name der Gattung Dicerca ist von altgr. δι dí „zwei“ und κέρκος kérkos „Schwanz“ abgeleitet und bezieht sich auf die schwanzartig verlängerten Enden der Flügeldecken (Abb. 6). Auf die Enden der Flügeldecken bezieht sich auch der deutsche Gattungsname 'Zahnflügel-Prachtkäfer'.

## Eigenschaften des Käfers
| | |
| | |
| Abb. 1: verschiedene Ansichten                                                                                  | |
| | |
| Abb. 2: Prosternalfortsatz, linke Hälfte blau getönt grün getönt: linke Vorderhüfte                             | |
| | |
| Abb. 3: Ausschnitt Oberseite grüne Pfeilspitze: Schildchen, blaue Pfeilspitzen: Grübchen an der Halsschildbasis | Abb. 4: Schiene mitt- leres Bein beim Männ- chen, Pfeilspitze auf nur schwachen Zahn                         |
| | Abb. 5: Kopf von vorn und von der Seite, jeweils blau getönt: Höhle mit linker Fühlereinlenkung              |
| | Abb. 6: Spitze der beiden Flügeldecken mit starkem Zahn an der Außenecke und schwachem Zahn an der Innenecke |

Der Käfer wird neunzehn bis zweiundzwanzig Millimeter lang und wirkt durch die ausgezogenen Enden der Flügeldecken schlank. Die Oberseite ist kupferfarben mattglänzend, zuweilen mit dunkleren, auch grünlich schimmernden glatten Flecken versehen. Gelegentlich ist die Oberseite auch mehlig bestäubt. Die Unterseite ist stark glänzend messingfarben. Der ganze Körper ist grob und verrunzelt punktiert.
Die Augen liegen weit voneinander entfernt auf den Seiten des Kopfes, sie kommen sich an ihrem Oberrand am nächsten. Die elfgliedrigen Fühler sind etwa so lang wie der Halsschild und ab dem vierten Glied innen stumpf gesägt. Das zweite Fühlerglied ist nicht viel kürzer als das dritte. Die Höhlen, in denen die Fühler eingelenkt sind (in Abb. 5 blau getönt), sind ziemlich groß und dreieckig. Sie liegen voneinander entfernt neben dem Vorderrand der Augen. Die Oberlippe ist ausgeschnitten. Die Oberkiefer sind stark gekrümmt und dreizähnig. Die beiden letzten Glieder der viergliedrigen Kiefertaster sind nicht zylindrisch, sondern kugelig eiförmig. Das Lippentasterendglied ist eiförmig. Die Schläfen sind schmal, der Halsschild erreicht den Hinterrand der Augen.
Der Halsschild ist deutlich breiter als lang, über der Mitte am breitesten. Die Hinterecken sind scharf rechtwinklig, die Seiten herzförmig geschwungen. Auf dem Halsschild liegen vor dem Schildchen nahe beieinander zwei kleine, fast zusammenfließende punktförmige Grübchen (Abb. 3).
Das Schildchen ist sehr klein und rundlich. Es liegt tiefer als die Flügeldecken (Abb. 3).
Die Flügeldecken sind gestreift und ohne glatte Erhabenheiten. Die Punktstreifen sind nahe der Flügeldeckennaht am deutlichsten ausgebildet. Die Spitzen der Flügeldecken sind schwanzförmig verlängert. Jede Flügeldecke endet in je einer deutlich ausgezogenen zahnförmigen Außenecke, einer weniger deutlich zahnartig ausgezogenen Innenecke und einer nach innen gewölbten Ausbuchtung dazwischen (Abb. 6). Auch die Flügeldecken sind grob punktiert, zu den Seiten dichter und quer verlaufende Runzeln bildend, zur Flügeldeckennaht hin wird die Punktierung feiner und spärlicher. Gegen das Ende sind die Flügeldecken in Form von Rippen längsgestreift.
Der Fortsatz der Vorderbrust (Prosternalfortsatz in Abb. 2 hälftig blau getönt) ist zwischen den Mittelhüften deutlich vertieft, der Seitenrand dieses Fortsatzes glatt und erhaben. Der letzte Bauchring ist beim Weibchen zweizähnig, beim Männchen dreizähnig (Unterseite in  Abb. 1 zeigt ein Männchen).
Die Tarsen sind alle fünfgliedrig. Die Krallen sind ungezähnt. Das erste Glied der Mitteltarsen ist etwa so lang wie das zweite, nicht viel länger. Der Zahn auf der Innenseite der Mittelschiene der Männchen ist nur sehr schwach in Form eines Winkels ausgebildet (Pfeilspitze in Abb. 4).

## Biologie
Der Käfer erscheint erst im Frühsommer. Er ist dann an den Brutbäumen zu finden. Bei Annäherung bleibt er bewegungslos sitzen oder lässt sich zu Boden fallen. Die Käfer fliegen ungern, klettern eher wieder den Stamm hoch. Die Larven entwickeln sich im Holz von Weiden und verschiedenen Pappelarten an warmen und feuchten Standorten, beispielsweise Flussauen. Die Käfer wurden jedoch auch schon aus der Schwarz-Erle, der Grau-Erle und aus einem Apfelbaum gezogen. Bei einer Bestandsaufnahme in der Ukraine (Naturpark "HOMILSJANSKY WOODS") wurde die Art nur auf Ulmen gefunden.
Befallen werden geschwächte, kränkelnde und absterbende dünnere Stämme und stärkere Zweige (etwa nach einem Brand), aber auch Wurzeln und Stümpfe. Die Entwicklung dauert zwei oder drei Jahre. Aus Deutschland wurde 1860 ein Massenbefall gemeldet, dem Käfer wird jedoch keine forstwirtschaftliche Bedeutung zugemessen.
Osterberg berichtet, dass die Larven zwischen Rinde und Splint aufsteigende, unregelmäßig geschlängelte und gelegentlich abknickende Gänge graben, die mit Wurmmehl angefüllt sind. Die Gänge sind an der Ablösung der Rinde erkennbar. Die Verpuppung findet im Splintholz statt. Nach Obenberger ist dagegen der Befall schwer nachzuweisen, da der Käfer im Kernholz nagt. Fabre schildert die Verhältnisse bei der Schwarz-Pappel. Dort wird zur Verpuppung der Bohrgang nahe der Rinde in eine eiförmige, abgeflachte Puppenkammer erweitert. Der Zugang ist dicht mit Bohrmehl angefüllt. Nach vorn setzt sich die Puppenwiege in einen leicht gekrümmten Gang nach außen fort, der nur etwa einen Millimeter intaktes Holz stehen lässt. Darin wird kein Genagsel angehäuft. Wenn der Käfer schlüpft, muss er lediglich die blattdünne Holzschicht und die Rinde durchnagen.
Zabransky berichtet über die Fundumstände eines Massenfundes 1987 aus der Lobau über schwüles Wetter um 25° nach einer längeren Schlechtwetterperiode.
Die Käfer hielten sich an brandgeschädigten, sonnenexponierten, +/- solitär stehenden Pappeln auf. Es wurden dickere, schon tote, aber noch stehende Stämme bevorzugt, manche teilweise ohne Rinde. Auch zwei in ca. 5 m Höhe gebrochene Stämme, die am stehengebliebenen Stumpf hängen blieben, waren recht ergiebig. Die Tiere saßen oder kletterten auf den Stämmen auf und ab, bei Störung ließen sie sich fallen. Dabei fielen sie auch aus 4-5 m Höhe bis zum Boden, ohne davonzufliegen. ... Beide Geschlechter waren etwa gleich häufig. Die Entwicklung, die mehrere Jahre in Anspruch nimmt, verläuft in totem Holz von Pappeln, zumeist in Stämmen ab 20 cm Durchmesser. Niedrige Stöcke werden weitgehend gemieden. Das Brutholz muß ... voll den Sonnenstrahlen ausgesetzt sein. Das bedeutet, dass die im freien Gelände oder am südlichen Waldrand befindlichen Stämme entweder stehen bleiben, oder aber sehr dick sein müssen, um von der niederen Vegetation nicht beschattet zu werden.

## Verbreitung
Die Art ist zirkummediterraner Herkunft und am häufigsten am westlichen Mittelmeer anzutreffen. Sie ist in Südeuropa und lückenhaft in Nordafrika (Algerien, Marokko, nach anderer Quelle auch in Tunesien) zu finden. Die Reliktart kommt jedoch auch in der östlichen Paläarktis vor (Kaukasus, Sibirien, Nordostchina) und sie ist in Europa bis in den Norden anzutreffen. Sie ist aus Schweden und Norwegen gemeldet, nicht aber aus Großbritannien, Finnland und den baltischen Staaten (nach andrer Quelle auch in Estland, Lettland und Litauen). Im Westen ist der Käfer aus Portugal, Spanien und Frankreich bekannt. In Zentraleuropa gibt es Funde aus Belgien, Österreich, Polen, Tschechien, Slowenien, der Schweiz, der Slowakei, Serbien, Ungarn und Rumänien. Aus Deutschland gibt es keine neueren Funde. In Italien kommt die Art auch auf Sardinien und Sizilien vor. Weiter ist der Käfer aus Bosnien-Herzegowina, Kroatien, Albanien, Bulgarien, Griechenland, der Republik Moldau, der Türkei, der Ukraine und verschiedenen Teilen Russlands gemeldet.